# Lista de jogos mais vendidos para PlayStation 2

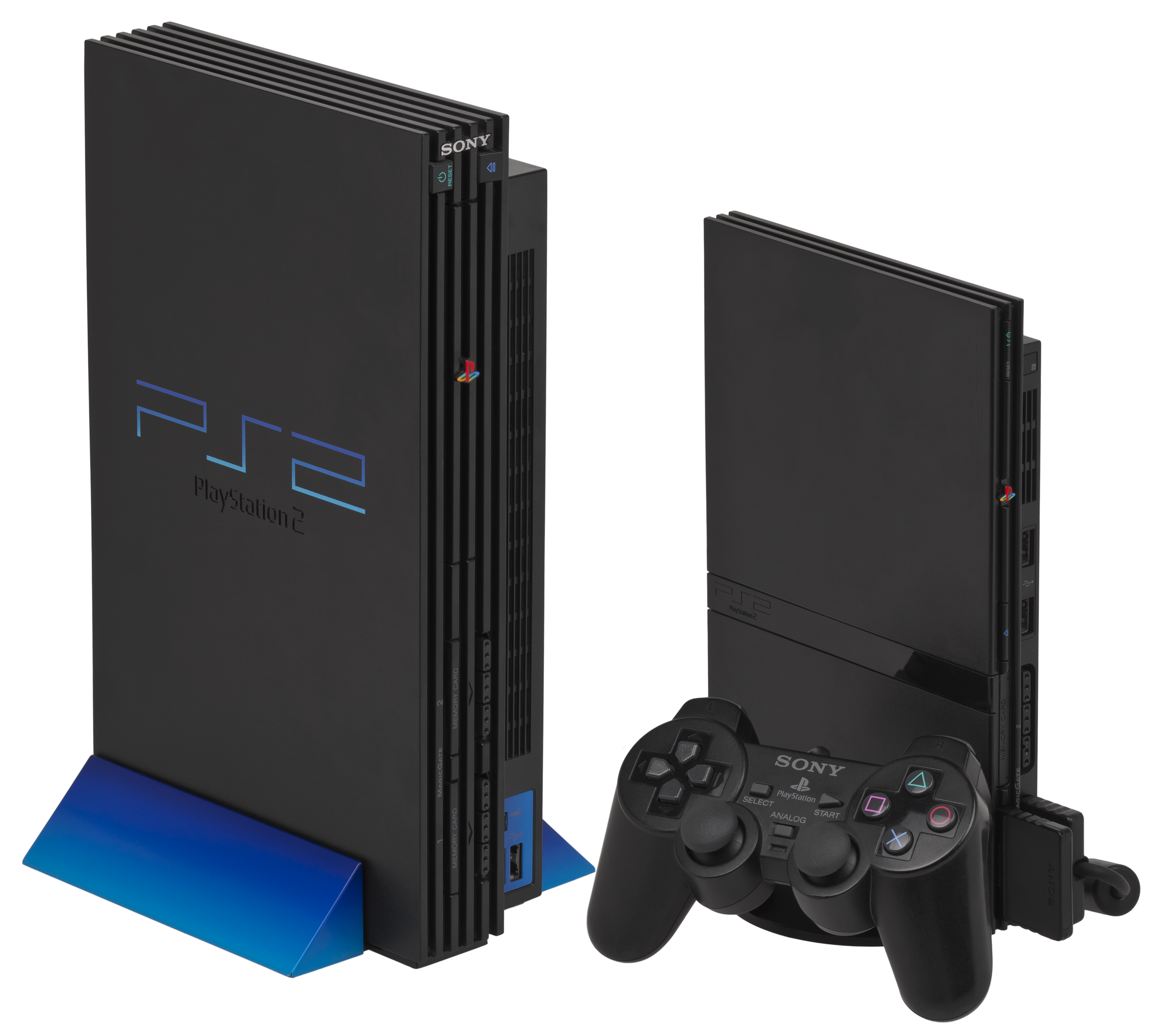
Duas versões diferentes do PlayStation 2 juntamente com o seu controle, o DualShock 2

Esta é uma lista dos jogos eletrônicos do console PlayStation 2 que venderam pelo menos um milhão de unidades, classificados em ordem de cópias vendidas. O jogo eletrônico mais vendido do PlayStation 2 é Grand Theft Auto: San Andreas, um título de ação-aventura desenvolvido pela Rockstar North e publicado pela Rockstar Games. San Andreas vendeu 17,33 milhões de unidades somente nesta plataforma, se tornando também um dos jogos mais vendidos de todos os tempos. Seus títulos antecessores, Grand Theft Auto III e Grand Theft Auto: Vice City, venderam 8 milhões e 9,61 milhões de unidades respectivamente, estando entre os dez jogos mais vendidos nesta plataforma, com Vice City estando em quarto. Gran Turismo 3: A-Spec, desenvolvido pela Polyphony Digital, é o segundo jogo mais vendido do PlayStation 2, enquanto seu sucessor, Gran Turismo 4, é o terceiro mais vendido. Final Fantasy X, da SquareSoft, completa o top 5, com 8 milhões de unidades comercializadas.
Até 31 de março de 2007, um total de 1,24 bilhão de remessas de jogos haviam sido vendidas para PlayStation 2 e entre o período de 1 de abril de 2007 e 31 de março de 2012, um total de 297,5 milhões de vendas foram contabilizadas.

## Lista
| Pos. | Título | Vendas totais                                                                    | Vendas separadas | Lançamento inicial      | Desenvolvedora(s)                          | Publicadora(s)                                                                        |
| ---- | --- | -------------------------------------------------------------------------------- | --- | ----------------------- | ------------------------------------------ | ------------------------------------------------------------------------------------- |
| 1    | Grand Theft Auto: San Andreas                                                                                      | 17.330.000                                                                       | — | 26 de outubro de 2004   | Rockstar North                             | Rockstar Games                                                                        |
| 2    | Gran Turismo 3: A-Spec                                                                                             | 14.890.000                                                                       | - 7.14 milhões na América do Norte - 1.89 milhões no Japão - 5.85 milhões na Europa | 28 de abril de 2001     | Polyphony Digital                          | Sony Computer Entertainment                                                           |
| 3    | Gran Turismo 4 | 11.760.000                                                                       | - 3.47 milhões na América do Norte - 6.83 milhões na Europa - 1.27 milhões no Japão | 28 de dezembro de 2004  | Polyphony Digital                          | Sony Computer Entertainment                                                           |
| 4    | Grand Theft Auto: Vice City                                                                                        | 9.610.000                                                                        | - 8.2 milhões nos Estados Unidos - 410.293 no Japão - 1 milhão no Reino Unido | 27 de outubro de 2002   | Rockstar North                             | Rockstar Games                                                                        |
| 5    | Final Fantasy X | 8.000.000                                                                        | - 2.323.463 no Japão | 19 de julho de 2001     | Square                                     | JP Square AN Square EA PAL SCEE                                                       |
| 6    | Grand Theft Auto III                                                                                               | 8.000.000                                                                        | - 6.65 milhões nos Estados Unidos - 358.917 no Japão - 1 milhão no Reino Unido | 22 de outubro de 2001   | DMA Design                                 | Rockstar Games                                                                        |
| 7    | Metal Gear Solid 2: Sons of Liberty                                                                                | 7.000.000                                                                        | — | 12 de novembro de 2001  | Konami Computer Entertainment Japan        | Konami                                                                                |
| 8    | Final Fantasy XII                                                                                                  | 6.000.000                                                                        | - 2.4 milhões no Japão - 1.7 milhão nos Estados Unidos - 1.1 milhão na Europa | 16 de março de 2006     | Square Enix Product Development Division 4 | Square Enix                                                                           |
| 9    | Tekken 5 | 6.000.000                                                                        | - 4 milhões na Europa | 31 de março de 2005     | Namco                                      | Namco                                                                                 |
| 10   | Kingdom Hearts | 4.780.000 (5.9 milhões combinado com Kingdom Hearts Final Mix e Ultimate Hits)   | - 3.45 milhões nos Estados Unidos - 1.23 milhões no Japão - 100.000 no Reino Unido | 28 de março de 2002     | Square                                     | JP Square AN Square EA/Disney Interactive/Square Enix (versão Greatest Hits) PAL SCEE |
| 11   | God of War | 4.610.000                                                                        | - 2.881.524 na América do Norte e Latina - Pelo menos 2.33 milhões nos Estados Unidos - 1.592.833 em regiões PAL - Pelo menos 100.000 no Reino Unido - 142.990 em territórios asiáticos - Pelo menos 59.814 no Japão | 22 de março de 2005     | SCE Santa Monica Studio                    | Sony Computer Entertainment JP Capcom                                                 |
| 12   | Dragon Quest VIII: Journey of the Cursed King                                                                      | 4.440.000 (4.88 milhões combinados)                                              | - 3.6 milhões no Japão - 410.000 na Europa - 430.000 na América do Norte | 27 de novembro de 2004  | Level-5                                    | Square Enix                                                                           |
| 13   | Madden NFL 2005 | 4.350.000 nos Estados Unidos                                                     | — | 9 de agosto de 2004     | EA Tiburon                                 | EA Sports                                                                             |
| 14   | God of War II | 4.240.000                                                                        | - 2.527.522 na América do Norte e Latina - 1.603.727 em regiões PAL - 113.280 no Japão e outros territórios asiáticos                                                                                                | 13 de março de 2007     | SCE Santa Monica Studio                    | Sony Computer Entertainment JP Capcom                                                 |
| 15   | Jak and Daxter: The Precursor Legacy                                                                               | 4.200.000                                                                        | — | 3 de dezembro de 2001   | Naughty Dog                                | SCEA                                                                                  |
| 16   | Final Fantasy X-2                                                                                                  | 4.060.000                                                                        | - 1.85 milhões na América do Norte - 2.11 milhões no Japão - 100.000 no Reino Unido | 13 de março de 2003     | Square Product Development Division 1      | JPSquare NASquare Enix PALSquare Enix/Electronic Arts                                 |
| 17   | EyeToy: Play | 4.000.000                                                                        | — | 4 de julho de 2003      | SCE London Studio                          | SCEE                                                                                  |
| 18   | Madden NFL 2004 | 3.950.000 nos Estados Unidos                                                     | — | 12 de agosto de 2003    | EA Tiburon                                 | EA Sports                                                                             |
| 19   | Kingdom Hearts II                                                                                                  | 3.890.000 (4 milhões combinado com Kingdom Hearts II Final Mix+ e Ultimate Hits) | - 2.03 milhões nos Estados Unidos - 1.16 milhões no Japão - 700.000 na Europa | 22 de dezembro de 2005  | Square Enix Product Development Division 1 | Square Enix/Buena Vista Games                                                         |
| 20   | Madden NFL 06 | 3.770.000 nos Estados Unidos                                                     | — | 8 de agosto de 2005     | EA Tiburon                                 | EA Sports                                                                             |
| 21   | Ratchet & Clank | 3.710.000                                                                        | — | 4 de novembro de 2002   | Insomniac Games                            | Sony Computer Entertainment                                                           |
| 22   | Metal Gear Solid 3: Snake Eater                                                                                    | 3.700.000                                                                        | — | 17 de novembro de 2004  | Konami Computer Entertainment Japan        | Konami                                                                                |
| 23   | Need for Speed: Underground                                                                                        | 3.690.000                                                                        | - 3 milhões nos Estados Unidos - 94.108 no Japão - 600.000 no Reino Unido | 17 de novembro de 2003  | EA Black Box                               | EA Games                                                                              |
| 24   | Medal of Honor: Frontline                                                                                          | 3.550.000                                                                        | - 2.8 milhões nos Estados Unidos - 600.000 no Reino Unido - 152.966 no Japão | 28 de maio de 2002      | EA Los Angeles                             | EA Games                                                                              |
| 25   | Guitar Hero II | 3.410.000                                                                        | - 3.31 milhões nos Estados Unidos - 100.000 no Reino Unido | 7 de novembro de 2006   | Harmonix Music Systems                     | RedOctane, Activision                                                                 |
| 26   | Guitar Hero III: Legends of Rock                                                                                   | 3.233.700                                                                        | - 2.9517 milhões nos Estados Unidos - 2.72 milhões com a guitarra - 231.700 contendo guitarra - 82.000 no Canadá - 200.000 no Reino Unido                                                                            | 28 de outubro de 2007   | Neversoft                                  | Activision                                                                            |
| 27   | Ratchet & Clank: Up Your Arsenal                                                                                   | 3.218.000                                                                        | — | 3 de novembro de 2004   | Insomniac Games                            | Sony Computer Entertainment                                                           |
| 28   | WWF SmackDown! 2: Know Your Role                                                                                   | 3.200.000                                                                        | — | 21 de novembro de 2000  | Yuke's                                     | THQ                                                                                   |
| 29   | Madden NFL 2003 | 3.180.000 nos Estados Unidos                                                     | — | 12 de agosto de 2002    | EA Tiburon Budcat Creations                | EA Sports                                                                             |
| 30   | Dragon Ball Z: Budokai Tenkaichi 3                                                                                 | 3.000.000                                                                        | - 500.000 no Japão - 1.01 milhão nos Estados Unidos - 570.000 no Reino Unido | 4 de outubro de 2007    | Spike                                      | Namco Bandai Games                                                                    |
| 31   | The Getaway | 3.000.000                                                                        | — | 11 de dezembro de 2002  | Team Soho                                  | Sony Computer Entertainment                                                           |
| 32   | Ratchet & Clank: Going Commando                                                                                    | 2.966.000                                                                        | — | 11 de novembro de 2003  | Insomniac Games                            | Sony Computer Entertainment                                                           |
| 33   | WWE SmackDown! vs. Raw 2006                                                                                        | 2.900.000                                                                        | — | 11 de novembro de 2005  | Yuke's                                     | THQ                                                                                   |
| 34   | Spider-Man | 2.810.000                                                                        | - 2.51 milhões nos Estados Unidos - 300.000 no Reino Unido | 15 de abril de 2002     | Treyarch                                   | Activision                                                                            |
| 35   | Madden NFL 07 | 2.800.000 nos Estados Unidos                                                     | — | 22 de agosto de 2006    | EA Tiburon                                 | EA Sports                                                                             |
| 36   | SOCOM: U.S. Navy SEALs                                                                                             | 2.780.000                                                                        | - 2.65 milhões nos Estados Unidos - 100.000 no Reino Unido - 39.973 no Japão | 27 de agosto de 2000    | Zipper Interactive                         | Sony Computer Entertainment America                                                   |
| 37   | Crash Bandicoot: The Wrath of Cortex                                                                               | 2.763.000                                                                        | - 1.95 milhões nos Estados Unidos - 212.541 no Japão - 600.000 no Reino Unido | 29 de outubro de 2001   | Traveller's Tales                          | Konami/Universal Interactive Studios                                                  |
| 38   | Pro Evolution Soccer 3 (Winning Eleven 7 no Japão e World Soccer Winning Eleven 7 nos Estados Unidos)              | 2.743.000                                                                        | - 1.16 milhões no Japão - 1.55 milhões na Europa - 33.403 nos Estados Unidos | 7 de agosto de 2003     | Konami Computer Entertainment Tokyo        | Konami                                                                                |
| 39   | Ace Combat 04: Shattered Skies                                                                                     | 2.640.000                                                                        | — | 13 de setembro de 2001  | Namco                                      | Namco                                                                                 |
| 40   | Pro Evolution Soccer 4 (Winning Eleven 8 no Japão e World Soccer Winning Eleven 8 nos Estados Unidos)              | 2.610.000                                                                        | - 1.5 milhões na Europa - 1.11 milhões no Japão | 5 de agosto de 2004     |                                            |                                                                                       |
| 41   | Dragon Ball Z: Budokai                                                                                             | 2.610.000                                                                        | - 2.04 milhões nos Estados Unidos - 570.000 no Japão | 29 de novembro de 2002  |                                            |                                                                                       |
| 42   | The Simpsons: Hit & Run                                                                                            | 2.570.000                                                                        | - 1.57 milhão nos Estados Unidos - 1 milhão no Reino Unido | 16 de setembro de 2003  | Radical Entertainment                      | NA Vivendi Universal Games/Fox Interactive EU Sierra Entertainment                    |
| 43   | Need for Speed: Most Wanted                                                                                        | 2.530.000                                                                        | - 1.82 milhões nos Estados Unidos - 600.000 no Reino Unido - 114.611 no Japão | 15 de novembro de 2005  |                                            |                                                                                       |
| 44   | Medal of Honor: Rising Sun                                                                                         | 2.520.000                                                                        | - 1.81 milhões nos Estados Unidos - 118,054 no Japão - 600.000 no Reino Unido | 11 de novembro de 2003  |                                            |                                                                                       |
| 45   | The Lord of the Rings: The Two Towers                                                                              | 2.510.000                                                                        | - 1.84 milhão nos Estados Unidos - 600.000 no Reino Unido - 73.997 no Japão | 21 de outubro de 2002   |                                            |                                                                                       |
| 46   | Lego Star Wars: The Video Game                                                                                     | 2.500.000                                                                        | - 1.88 milhão nos Estados Unidos - 20.068 no Japão - 600.000 no Reino Unido | 2 de abril de 2005      |                                            |                                                                                       |
| 47   | Sonic Unleashed | 2.450.000                                                                        | — | 18 de novembro de 2008  | Sonic Team                                 | Sega                                                                                  |
| 48   | Tony Hawk's Underground                                                                                            | 2.420.000                                                                        | - 2.11 milhões nos Estados Unidos - 16.620 no Japão - 300.000 no Reino Unido | 27 de outubro de 2003   |                                            |                                                                                       |
| 49   | Tony Hawk's Pro Skater 3                                                                                           | 2.400.000                                                                        | - 2.1 milhões nos Estados Unidos - 300.000 no Reino Unido | 28 de outubro de 2001   |                                            |                                                                                       |
| 50   | Tekken Tag Tournament                                                                                              | 2.367.000                                                                        | - 1.61 milhão nos Estados Unidos - 457.340 no Japão - 300.000 no Reino Unido | 30 de março de 2000     |                                            |                                                                                       |
| 51   | Star Wars: Battlefront II                                                                                          | 2.330.000                                                                        | - 2.01 milhões nos Estados Unidos - 27.419 no Japão - 300.000 no Reino Unido | 31 de outubro de 2005   |                                            |                                                                                       |
| 52   | Devil May Cry 3: Dante's Awakening                                                                                 | 2.300.000                                                                        | — | 17 de fevereiro de 2005 |                                            |                                                                                       |
| 53   | Madden NFL 2002 | 2.300.000 nos Estados Unidos                                                     | — | 19 de agosto de 2001    |                                            | EA Sports                                                                             |
| 54   | Resident Evil 4 | 2.300.000                                                                        | — | 25 de outubro de 2005   |                                            |                                                                                       |
| 55   | The Simpsons: Road Rage                                                                                            | 2.240.000                                                                        | - 1.94 milhões nos Estados Unidos - 300.000 no Reino Unido | 24 de novembro de 2001  |                                            |                                                                                       |
| 56   | Pro Evolution Soccer 2 (Winning Eleven 6 no Japão e World Soccer Winning Eleven 6 nos Estados Unidos)              | 2.209.000                                                                        | - 1.15 milhões no Japão - 1 milhão na Europa - 59.567 nos Estados Unidos | 25 de abril de 2002     |                                            |                                                                                       |
| 57   | SOCOM II: U.S. Navy SEALs                                                                                          | 2.171.000                                                                        | - 2.14 milhões nos Estados Unidos - 31.664 no Japão | 4 de novembro de 2003   |                                            |                                                                                       |
| 58   | Everybody's Golf 3 (HotShots Golf 3 nos Estados Unidos)                                                            | 2.170.000                                                                        | - 1.23 milhão no Japão - 940.000 nos Estados Unidos | 26 de julho de 2001     |                                            |                                                                                       |
| 59   | Ratchet: Deadlocked                                                                                                | 2.169.000                                                                        | — | 25 de outubro de 2005   |                                            |                                                                                       |
| 60   | Devil May Cry | 2.160.000                                                                        | — | 23 de agosto de 2001    |                                            |                                                                                       |
| 61   | Max Payne | 2.128.000                                                                        | - 1.9 milhões nos Estados Unidos - 200.000 no Reino Unido - 28.827 no Japão | 6 de dezembro de 2001   |                                            |                                                                                       |
| 62   | Need for Speed: Underground 2                                                                                      | 2.106.000                                                                        | - 1.4 milhões nos Estados Unidos - 600.000 no Reino Unido - 106.122 no Japão | 15 de novembro de 2004  |                                            |                                                                                       |
| 63   | Onimusha 2: Samurai's Destiny                                                                                      | 2.100.000                                                                        | — | 7 de março de 2002      |                                            |                                                                                       |
| 64   | True Crime: Streets of LA                                                                                          | 2.085.000                                                                        | - 1.76 milhão nos Estados Unidos - 300.000 no Reino Unido - 25.695 no Japão | 3 de novembro de 2003   |                                            |                                                                                       |
| 65   | Dragon Ball Z: Budokai 2                                                                                           | 2.084.000                                                                        | - 1.5 milhões nos Estados Unidos - 584.183 no Japão | 14 de novembro de 2003  |                                            |                                                                                       |
| 66   | 007: Agent Under Fire                                                                                              | 2.070.000                                                                        | - 1.77 milhões nos Estados Unidos - 300.000 no Reino Unido | 13 de novembro de 2001  |                                            |                                                                                       |
| 67   | Onimusha: Warlords                                                                                                 | 2.020.000                                                                        | — | 25 de janeiro de 2001   |                                            |                                                                                       |
| 68   | ESPN NFL 2K5 | 2.000.000 nos Estados Unidos                                                     | — | 20 de julho de 2004     |                                            |                                                                                       |
| 69   | WWE SmackDown! vs. Raw                                                                                             | 2.000.000                                                                        | — | 2 de novembro de 2004   |                                            |                                                                                       |
| 70   | Star Wars: Battlefront                                                                                             | 1.995.000                                                                        | - 1.77 milhões nos Estados Unidos - 200.000 no Reino Unido - 16.739 no Japão | 20 de setembro de 2004  |                                            |                                                                                       |
| 71   | ATV Offroad Fury                                                                                                   | 1.990.000 nos Estados Unidos                                                     | — | 5 de fevereiro de 2001  |                                            |                                                                                       |
| 72   | NBA Live 2005 | 1.980.000                                                                        | - 1.95 milhões nos Estados Unidos - 30.013 no Japão | 25 de outubro de 2004   |                                            |                                                                                       |
| 73   | Tekken 4 | 1.979.000                                                                        | - 1.46 milhão nos Estados Unidos - 318.920 no Japão - 200.000 no Reino Unido | 28 de março de 2002     |                                            |                                                                                       |
| 74   | Midnight Club: Street Racing                                                                                       | 1.976.000                                                                        | - 1.87 milhão nos Estados Unidos - 100.000 no Reino Unido - 6.027 no Japão | 26 de outubro de 2000   |                                            |                                                                                       |
| 75   | Spider-Man 2 | 1.930.000                                                                        | - 1.63 milhões nos Estados Unidos - 300.000 no Reino Unido | 28 de junho de 2004     |                                            |                                                                                       |
| 76   | Madden NFL 08 | 1.9 milhões nos Estados Unidos                                                   | — | 14 de agosto de 2007    |                                            |                                                                                       |
| 77   | Dragon Ball Z: Budokai 3                                                                                           | 1.836.000                                                                        | - 1.14 milhões nos Estados Unidos - 696 230 no Japão | 16 de novembro de 2004  |                                            |                                                                                       |
| 78   | 007: Nightfire | 1.808.000                                                                        | - 1.4 milhão nos Estados Unidos - 300.000 no Reino Unido - 108.795 no Japão | 18 de novembro de 2002  |                                            |                                                                                       |
| 79   | Ace Combat 5: The Unsung War                                                                                       | 1.802.000                                                                        | — | 21 de outubro de 2004   | Namco                                      | Namco                                                                                 |
| 80   | Namco Museum | 1.800.000 nos Estados Unidos                                                     | — | 4 de dezembro de 2001   |                                            |                                                                                       |
| 81   | Star Wars Episode III: Revenge of the Sith                                                                         | 1.771.000                                                                        | - 1.41 milhão nos Estados Unidos - 300.000 no Reino Unido - 61.221 no Japão | 4 de maio de 2005       |                                            |                                                                                       |
| 82   | ATV Offroad Fury 2                                                                                                 | 1.770.000 nos Estados Unidos                                                     | — | 9 de novembro de 2002   |                                            |                                                                                       |
| 83   | WWE SmackDown! Shut Your Mouth                                                                                     | 1.743.000                                                                        | - 1.38 milhões nos Estados Unidos - 300.000 nos Reino Unido - 63.027 no Japão | 31 de outubro de 2002   |                                            |                                                                                       |
| 84   | Sonic Mega Collection Plus                                                                                         | 1.740.000                                                                        | - 1.44 milhão nos Estados Unidos - 300.000 no Reino Unido | 2 de novembro de 2004   | Sonic Team                                 | Sega                                                                                  |
| 85   | Sonic Heroes | 1.720.000                                                                        | - 1.08 milhão nos Estados Unidos - 48.899 no Japão - 600.000 no Reino Unido | 30 de dezembro de 2003  | Sonic Team USA                             | Sega                                                                                  |
| 86   | Call of Duty: Finest Hour                                                                                          | 1.714.000                                                                        | - 1.41 milhão nos Estados Unidos - 4.648 no Japão - 300.000 no Reino Unido | 16 de novembro de 2004  |                                            |                                                                                       |
| 87   | NBA Street | 1.713.000                                                                        | - 1.7 milhão nos Estados Unidos - 13.416 no Japão | 18 de junho de 2001     |                                            |                                                                                       |
| 88   | Devil May Cry 2 | 1.700.000                                                                        | — | 25 de janeiro de 2003   |                                            |                                                                                       |
| 89   | Mortal Kombat: Deadly Alliance                                                                                     | 1.700.000 nos Estados Unidos                                                     | — | 16 de novembro de 2002  |                                            |                                                                                       |
| 90   | Yakuza | 1.700.000                                                                        | — | 8 de dezembro de 2005   | Sega                                       | Sega                                                                                  |
| 91   | Pro Evolution Soccer 6 (Winning Eleven 10 no Japão e Winning Eleven: Pro Evolution Soccer 2007 nos Estados Unidos) | 1.690.000                                                                        | - 1.09 milhão no Japão - 600.000 no Reino Unido | 27 de abril de 2006     |                                            |                                                                                       |
| 92   | Dynasty Warriors 4                                                                                                 | 1.648.000                                                                        | - 1.2 milhão no Japão - 448.587 nos Estados Unidos | 27 de fevereiro de 2003 |                                            |                                                                                       |
| 93   | Dragon Quest V: Tenku no Hanayome                                                                                  | 1.640.000 no Japão                                                               | — | 25 de março de 2004     | ArtePiazza Matrix Software                 | Square Enix                                                                           |
| 94   | Pro Evolution Soccer 5 (Winning Eleven 9 no Japão e World Soccer Winning Eleven 9 nos Estados Unidos)              | 1.640.000                                                                        | - 1.04 milhão no Japão - 600.000 no Reino Unido | 4 de agosto de 2005     |                                            |                                                                                       |
| 95   | Grand Theft Auto: Liberty City Stories                                                                             | 1.620.000                                                                        | - 1.32 milhão nos Estados Unidos - 300.000 no Reino Unido | 6 de junho de 2006      |                                            |                                                                                       |
| 96   | Enter the Matrix                                                                                                   | 1.616.000                                                                        | - 1.34 milhão nos Estados Unidos - 200.000 no Reino Unido - 76.142 no Japão | 14 de maio de 2003      |                                            |                                                                                       |
| 97   | Need for Speed: Hot Pursuit 2                                                                                      | 1.610.000 nos Estados Unidos                                                     | — | 1 de outubro de 2002    |                                            |                                                                                       |
| 98   | Jak II | 1.600.000                                                                        | — | 14 de outubro de 2003   |                                            |                                                                                       |
| 99   | NBA Street Vol. 2                                                                                                  | 1.600.000 nos Estados Unidos                                                     | — | 28 de abril de 2003     |                                            |                                                                                       |
| 100  | WWE SmackDown! Here Comes the Pain                                                                                 | 1.585.000                                                                        | - 1.24 milhão nos Estados Unidos - 300.000 no Reino Unido - 45.547 no Japão | 27 de outubro de 2003   |                                            |                                                                                       |
| 101  | Gran Turismo Concept                                                                                               | 1.560.000 combinados                                                             | | 1 de janeiro de 2002    |                                            |                                                                                       |
| 102  | Guitar Hero | 1.530.000 nos Estados Unidos                                                     | — | 7 de novembro de 2005   |                                            |                                                                                       |
| 103  | WWE SmackDown vs. Raw 2007                                                                                         | 1.530.000                                                                        | - 1.23 milhão nos Estados Unidos - 300.000 no Reino Unido | 10 de novembro de 2006  |                                            |                                                                                       |
| 104  | Onimusha 3: Demon Siege                                                                                            | 1.520.000                                                                        | — | 26 de fevereiro de 2004 |                                            |                                                                                       |
| 105  | Samurai Warriors                                                                                                   | 1.509.000                                                                        | - 1.06 milhão no Japão - 449.759 nos Estados Unidos | 11 de fevereiro de 2004 |                                            |                                                                                       |
| 106  | Bully | 1.500.000                                                                        | — | 17 de outubro de 2006   |                                            |                                                                                       |
| 107  | Tony Hawk's Underground 2                                                                                          | 1.500.000                                                                        | - 1.3 milhão nos Estados Unidos - 200.000 no Reino Unido | 4 de outubro de 2004    |                                            |                                                                                       |
| 108  | Virtua Fighter 4                                                                                                   | 1.500.000                                                                        | - 630.000 nos Estados Unidos - 541.973 no Japão | 31 de janeiro de 2002   |                                            |                                                                                       |
| 109  | Dynasty Warriors 3                                                                                                 | 1.492.000                                                                        | - 1.07 milhões no Japão - 422.175 nos Estados Unidos | 20 de setembro de 2001  |                                            |                                                                                       |
| 110  | NBA Live 2004 | 1.488.000                                                                        | - 1.46 milhão nos Estados Unidos - 28.487 no Japão | 14 de outubro de 2003   |                                            |                                                                                       |
| 111  | WWF SmackDown! Just Bring It                                                                                       | 1.486.000                                                                        | - 1.11 milhão nos Estados Unidos - 300.000 no Reino Unido - 76.393 no Japão | 16 de novembro de 2001  |                                            |                                                                                       |
| 112  | Finding Nemo | 1.460.000                                                                        | - 1.12 milhão nos Estados Unidos - 300.000 no Reino Unido - 48.263 no Japão | 9 de maio de 2003       |                                            |                                                                                       |
| 113  | Resident Evil Outbreak                                                                                             | 1.450.000                                                                        | — | 11 de dezembro de 2003  |                                            |                                                                                       |
| 114  | Tiger Woods PGA Tour 2004                                                                                          | 1.430.000                                                                        | - 1.13 milhão nos Estados Unidos - 300.000 no Reino Unido | 22 de setembro de 2003  |                                            |                                                                                       |
| 115  | Tony Hawk's Pro Skater 4                                                                                           | 1.420.000                                                                        | - 1.22 milhão nos Estados Unidos - 200.000 no Reino Unido | 23 de outubro de 2002   |                                            |                                                                                       |
| 116  | The Sims | 1.416.000                                                                        | - 1.1 milhão nos Estados Unidos - 300.000 no Reino Unido - 16.658 no Japão | 12 de janeiro de 2003   |                                            |                                                                                       |
| 117  | Hitman 2: Silent Assassin                                                                                          | 1.412.000                                                                        | - 1.1 milhão nos Estados Unidos - 300.000 no Reino Unido - 12.175 no Japão | 1 de outubro de 2002    |                                            |                                                                                       |
| 118  | Gran Turismo 4 Prologue                                                                                            | 1.400.000 combinados                                                             | — | 4 de dezembro de 2003   |                                            |                                                                                       |
| 119  | Resident Evil Code: Veronica X                                                                                     | 1.400.000                                                                        | — | 22 de março de 2001     |                                            |                                                                                       |
| 120  | Bratz: Rock Angelz                                                                                                 | 1.400.000                                                                        | — | 4 de outubro de 2005    |                                            |                                                                                       |
| 121  | NCAA Football 06                                                                                                   | 1.390.000 nos Estados Unidos                                                     | — | 11 de julho de 2005     |                                            |                                                                                       |
| 122  | Crazy Taxi | 1.383.000                                                                        | - 1.07 milhões nos Estados Unidos - 300.000 no Reino Unido - 13.075 no Japão | 14 de maio de 2001      |                                            |                                                                                       |
| 123  | Lego Star Wars II: The Original Trilogy                                                                            | 1.380.000                                                                        | - 1.08 milhão nos Estados Unidos - 300.000 no Reino Unido | 12 de setembro de 2006  |                                            |                                                                                       |
| 124  | The Lord of the Rings: The Return of the King                                                                      | 1.374.000                                                                        | - 1.04 milhões nos Estados Unidos - 300.000 no Reino Unido - 34.979 no Japão | 5 de novembro de 2003   |                                            |                                                                                       |
| 125  | Star Ocean: Till the End of Time                                                                                   | 1.363.000                                                                        | - 740.000 nos Estados Unidos - 533.373 no Japão - 90.000 na Europa | 1 de outubro de 2004    | tri-Ace tri-Crescendo (trabalho de som)    | - JP: Enix - JP: Square Enix (Director's Cut) - AN: Square Enix - PAL: Ubisoft        |
| 126  | Burnout 3: Takedown                                                                                                | 1.338.000                                                                        | - 960.000 nos Estados Unidos - 300.000 no Reino Unido - 78.986 no Japão | 7 de setembro de 2004   |                                            |                                                                                       |
| 127  | Jak 3 | 1.330.000                                                                        | - 1.23 milhão nos Estados Unidos - 100.000 no Reino Unido | 9 de novembro de 2004   |                                            |                                                                                       |
| 128  | Tom Clancy's Ghost Recon                                                                                           | 1.329.000                                                                        | - 1.32 milhão nos Estados Unidos - 9.970 no Japão | 1 de dezembro de 2002   |                                            |                                                                                       |
| 129  | NCAA Football 07                                                                                                   | 1.320.000 nos Estados Unidos                                                     | — | 18 de julho de 2006     |                                            |                                                                                       |
| 130  | Soulcalibur II | 1.310.000                                                                        | - 970.000 nos Estados Unidos - 144.948 no Japão - 200.000 no Reino Unido | 27 de março de 2003     |                                            |                                                                                       |
| 131  | Madagascar | 1.310.000                                                                        | — | 23 de maio de 2005      | Toys for Bob                               | Activision/Dreamworks Animation JP Bandai                                             |
| 132  | Shrek 2 | 1.300.000                                                                        | - 1 milhão nos Estados Unidos - 300.000 no Reino Unido | 28 de abril de 2004     | Luxoflux                                   | Activision/Dreamworks Animation JP D3 Publisher                                       |
| 133  | Midnight Club II                                                                                                   | 1.280.000                                                                        | - 1.18 milhão nos Estados Unidos - 100.000 no Reino Unido | 9 de abril de 2003      |                                            |                                                                                       |
| 134  | NCAA Football 2004                                                                                                 | 1.280.000 nos Estados Unidos                                                     | — | 16 de julho de 2003     |                                            |                                                                                       |
| 135  | NBA Live 06 | 1.278.000                                                                        | - 1.23 milhão nos Estados Unidos - 48.907 no Japão | 26 de setembro de 2005  |                                            |                                                                                       |
| 136  | NFL Blitz | 1.270.000 nos Estados Unidos                                                     | — | 28 de outubro de 2003   |                                            |                                                                                       |
| 137  | Everybody's Golf 4                                                                                                 | 1.250.000                                                                        | - 1.1 milhão no Japão - 157.242 nos Estados Unidos | 26 de setembro de 2005  |                                            |                                                                                       |
| 138  | Dirge of Cerberus: Final Fantasy VII                                                                               | 1.243.000                                                                        | - 513.157 no Japão - 460.000 na América do Norte - 270.000 na Europa | 26 de janeiro de 2006   |                                            |                                                                                       |
| 139  | Madden NFL 2001 | 1.236.000                                                                        | - 1.21 milhão nos Estados Unidos - 26.711 no Japão | 26 de outubro de 2000   |                                            |                                                                                       |
| 140  | Scarface: The World Is Yours                                                                                       | 1.220.000                                                                        | - 1.02 milhão nos Estados Unidos - 200.000 no Reino Unido | 8 de outubro de 2006    |                                            |                                                                                       |
| 141  | Pac-Man World 2 | 1.210.000 nos Estados Unidos                                                     | — | 24 de fevereiro de 2002 |                                            |                                                                                       |
| 142  | Dark Cloud | 1.200.000 combinados                                                             | — | 14 de dezembro de 2000  |                                            |                                                                                       |
| 143  | NBA Live 2003 | 1.191.000                                                                        | - 1.18 milhão nos Estados Unidos - 11.909 no Japão | 8 de outubro de 2002    |                                            |                                                                                       |
| 144  | ESPN NBA 2K5 | 1.190.000 nos Estados Unidos                                                     | — | 30 de setembro de 2004  |                                            |                                                                                       |
| 145  | Dragon Ball Z: Budokai Tenkaichi 2                                                                                 | 1.180.000                                                                        | - 650.000 no Japão | 5 de outubro de 2006    |                                            |                                                                                       |
| 146  | Tom Clancy's Splinter Cell                                                                                         | 1.178.000                                                                        | - 867.914 nos Estados Unidos - 10.784 no Japão - 300.000 no Reino Unido | Março de 2003           |                                            |                                                                                       |
| 147  | Yu-Gi-Oh! The Duelists of the Roses                                                                                | 1.178.000                                                                        | - 1.11 milhão nos Estados Unidos - 68.420 no Japão | 6 de setembro de 2001   |                                            |                                                                                       |
| 148  | Scooby-Doo! Night of 100 Frights                                                                                   | 1.170.000                                                                        | - 1.07 milhão nos Estados Unidos - 100.000 no Reino Unido | 20 de maio de 2002      | Heavy Iron Studios                         | THQ/Warner Bros. Interactive Entertainment                                            |
| 149  | Jissen Pachi-Slot Hisshoho! Hokuto no Ken                                                                          | 1.150.000 no Japão (incluindo Jissen Pachi-Slot Hisshoho! Hokuto no Ken Plus)    | — | 27 de maio de 2004      |                                            |                                                                                       |
| 150  | MVP Baseball 2005                                                                                                  | 1.140.000 nos Estados Unidos                                                     | — | 22 de fevereiro de 2005 |                                            |                                                                                       |
| 151  | Twisted Metal: Black                                                                                               | 1.120.000 nos Estados Unidos                                                     | — | 18 de junho de 2001     |                                            |                                                                                       |
| 152  | Fight Night 2004                                                                                                   | 1.100.000                                                                        | - 1 milhão nos Estados Unidos - 100.000 no Reino Unido | 5 de abril de 2004      |                                            |                                                                                       |
| 153  | Midnight Club 3: DUB Edition                                                                                       | 1.100.000                                                                        | - 1 milhão nos Estados Unidos - 100.000 no Reino Unido | 11 de abril de 2005     |                                            |                                                                                       |
| 154  | DDRMAX2 Dance Dance Revolution                                                                                     | 1.090.000 nos Estados Unidos                                                     | — | 23 de setembro de 2003  |                                            |                                                                                       |
| 155  | Spy Hunter | 1.070.000 nos Estados Unidos                                                     | — | 24 de setembro de 2001  |                                            |                                                                                       |
| 156  | Naruto: Ultimate Ninja 2                                                                                           | 1.063.000                                                                        | - 660.000 na América do Norte e Europa - 403.000 no Japão | 30 de setembro de 2004  |                                            |                                                                                       |
| 157  | Harry Potter and the Chamber of Secrets                                                                            | 1.046.000                                                                        | - 700.000 nos Estados Unidos - 300.000 no Reino Unido - 46.855 no Japão | 14 de novembro de 2002  |                                            |                                                                                       |
| 158  | The Incredibles | 1.040.000                                                                        | - 740.000 nos Estados Unidos - 300.000 no Reino Unido | 31 de outubro de 2004   |                                            |                                                                                       |
| 159  | MVP Baseball 2004                                                                                                  | 1.020.000 nos Estados Unidos                                                     | — | 9 de março de 2004      |                                            |                                                                                       |
| 160  | Guitar Hero Encore: Rocks the 80s                                                                                  | 1.000.000 na América do Norte Europa                                             | — | 27 de julho de 2007     |                                            |                                                                                       |
| 161  | NCAA Football 2003                                                                                                 | 1.000.000 nos Estados Unidos                                                     | — | 20 de julho de 2002     |                                            |                                                                                       |
| 162  | Silent Hill 2 | 1.000.000                                                                        | — | 27 de setembro de 2001  |                                            |                                                                                       |
| 163  | Sly Cooper and the Thievius Raccoonus                                                                              | 1.000.000                                                                        | — | 23 de setembro de 2002  | Sucker Punch Productions                   | Sony Computer Entertainment                                                           |
| 164  | Xenosaga Episode I: Der Wille zur Macht                                                                            | 1.000.000                                                                        | — | 28 de fevereiro de 2002 | Monolith Soft                              | Namco                                                                                 |